# 142857
142857 je přirozené číslo. Představuje šest periodických číslic čísla 1/7, {\displaystyle 0{,}{\overline {142857}}}, jedná se pravděpodobně o nejznámější cyklické číslo v desítkové soustavě. Pokud je vynásobeno 2, 3, 4, 5, nebo 6, výsledek je cyklická permutace sebe sama a koresponduje s opakujícími se číslicemi 2/7, 3/7, 4/7, 5/7, a 6/7.

## Výpočty
| 142857 × 1 = 142857 | 1 ÷ 7 = 0,142857     |
| 142857 × 2 = 285714 | 2 ÷ 7 = 0,285714     |
| 142857 × 3 = 428571 | 3 ÷ 7 = 0,428571     |
| 142857 × 4 = 571428 | 4 ÷ 7 = 0,571428     |
| 142857 × 5 = 714285 | 5 ÷ 7 = 0,714285     |
| 142857 × 6 = 857142 | 6 ÷ 7 = 0,857142     |
| 142857 × 7 = 999999 | 7 ÷ 7 = 0,999999 = 1 |
| (viz dále)          | 8 ÷ 7 = 1,142857     |
| (viz dále)          | 9 ÷ 7 = 1,285714     |

Pokud se 142857 vynásobí číslem větším než 7, existuje poměrně jednoduchý proces jak dostat opět cyklickou permutaci čísla 142857. Sečtením pravých šesti číslic se zbylými číslicemi a opakováním, dokud nezůstane pouze 6 číslic. Vznikne opět cyklická permutace 142857, např.:
142857 × 8 = 1142856
1 + 142856 = 142857
142857 × 815 = 116428455
116 + 428455 = 428571
1428572 = 142857 × 142857 = 20408122449
20408 + 122449 = 142857
Násobením násobkem čísla 7 vyjde opět po použití předešlého procesu číslo 999999.
142857 × 74 = 342999657
342 + 999657 = 999999
Rozdíl kvadrátů prvního a druhého trojčíslí (kterékoli cyklické permutace 142857) dá (v absolutní hodnotě) opět cyklickou permutaci, např.:
8572 − 1422 = 734449 − 20164 = 714285

## 1/7 jako nekonečná řada
Existuje model, podle kterého jde tato nekonečná řada sestavit. Krom toho, že se 1/7 skládá z opakování 142857, lze číslo napsat i s využitím zdvojení, řazení a sčítání, která dává 1/7.
{\displaystyle {\begin{aligned}1/7\ &=0{,}142857142857142857\ldots \\[6pt]&=0{,}14+0{,}0028+0{,}000056+0{,}00000112+0{,}0000000224+0{,}000000000448+0{,}00000000000896+\cdots \\[6pt]&={\frac {14}{100}}+{\frac {28}{100^{2}}}+{\frac {56}{100^{3}}}+{\frac {112}{100^{4}}}+{\frac {224}{100^{5}}}+\cdots +{\frac {7\times 2^{N}}{100^{N}}}+\cdots \\[6pt]&=\left({\frac {7}{50}}+{\frac {7}{50^{2}}}+{\frac {7}{50^{3}}}+{\frac {7}{50^{4}}}+{\frac {7}{50^{5}}}+\cdots +{\frac {7}{50^{N}}}+\cdots \right)\\[6pt]&=\sum _{k=1}^{\infty }{\frac {7}{50^{k}}}\end{aligned}}}
Každý člen je dvojnásobek předchozího posunutý o dvě místa doprava.

## Astronomie
- (142857) 2002 VF27 je (zatím nepojmenovaná) planetka hlavního pásu, kterou objevil v roce 2002 systém LINEAR[1]